# Надор (титула)
Надор на (фр. palаtin), на (лат. palatinus) јесте великодостојничка титула са мађарског двора (mađ. nádor, изведено из словенског на двор; lat. Palatinus Regni Hungariae) и означава прву особу по рангу после краља. Може се још рећи и вицекраљ или намесник. Ова титула се користила до 1853. У Пољској је ова титула одговарала војводи.
Титулу је у осамнаестом веку додељивао хабзбуршки надвојвода за изузетан допринос држави. Последњи носилац ове титуле је био Иштван Хабзбург (мађ. Habsburg István). Надор значи и "дворски витез", "отмен витез", "храбар јунак", "витез луталица", "пустолов". Једно од значења је и "крзнени оковратник".

## Историја
Надор је био управитељ краљевског двора. Крајем 12. века представља краља и има улогу врховног судије, а касније постаје краљевски гувернер. Првобитно номинован од краља, потом прихваћен од скупштине. Године 1526. именовање надором постаје доживотно.